# Soeniel Sewnarain
Soeniel Sewnarain (Suriname, 1975) is een Nederlandse ondernemer.
Sewnarain is afkomstig uit een Hindoestaanse familie. Na de heao studeerde  hij sociologie en bestuurskunde aan de Erasmus Universiteit Rotterdam.
Hij begon diverse multiculturele initiatieven. En speelt een belangrijke rol bij het creëren van een brug tussen Nederland en India, vooral op het gebied van Media en Entertainment. Hij is werkzaam geweest als coördinator van het Overheidsprogramma Media en Entertainment India (ME-India). 
Sewnarain heeft de mainstream markt voor de Indiase film, de zogenaamde Bollywoodfilm ontwikkeld in Nederland en België. Hij werd in 2005 de grootste distributeur van etnische films in de mainstream in de Benelux. In 2005 organiseerde hij de eerste première van een Bollywoodfilm op het Europese vasteland. Na de Bollywoodfilm volgde de mainstream Asian Cinema, zoals Hong Kong Films. Daarnaast was Sewnarain oprichter en hoofdredacteur van het grootste magazine voor Hindustanen in Nederland en Suriname HinduLife Magazine en eigenaar van adviesbureau EtnoLife. Verder was Sewnarain onder meer voorzitter van PROMISe (Platform Rotterdamse Ondernemers in de Multiculturele Samenleving), bestuurslid van MKB Rotterdam, jurylid van de Rotterdamse ondernemersprijs Ketelbinkie en voorzitter van de Lokale omroep Rotterdam "Open".
Sewnarain heeft de eerste internationale Indiase Bhojpuri film 'Saiyan Chitchor' als coproducent op zijn naam staan. In deze film zijn de Nederlandse Hindoestanen Narsingh Balwantsingh, Kiran Sukul en de Surinaamse Miss India Worldwide 2007 Fareisa Joemmanbaks geïntroduceerd. Deze artiesten zijn de eerste Hindoestanen uit Nederland en Suriname die hun intrede hebben gemaakt in de Indian Cinema.
In 2016 is Sewnarain gestart met het uitrollen van 's werelds populairste Pizza Keten, Pizza Hut in Nederland. Hiertoe heeft hij de rechten van Pizza Hut voor Nederland verworven van YUM Brands, eigenaar van Pizza Hut wereldwijd. In 2018 is hij gestopt met de Express Units waar pizza slices werden verkocht en zijn de activiteiten voortgezet onder Pizza Hut Nederland waarbij vooral geconcentreerd wordt op bezorging van Pizza's.